# Karate Kid (videojuego)
Karate Kid es un videojuego publicado por LJN y desarrollado por la compañía japonesa Atlus Co., Ltd para NES. La jugabilidad sigue libremente elementos de la trama de la primera y segunda película de Karate Kid. Más tarde ese año, un juego de lucha (como Internacional de Karate) fue lanzado en el Amiga y Atari ST por Microdeal (The Karate Kid Parte 2: el juego de computadora).

## Jugabilidad
Hay cuatro niveles en el juego, y se desarrollan a medida que avanza la película. El objetivo de cada nivel es derrotar a una variedad de enemigos que van desde estudiantes de Karate hasta matones.

### Nivel 1
El juego comienza con Daniel LaRusso luchando en el Torneo de Karate All Valley (el lugar para el clímax de la primera película de Karate Kid). He will have to go through four fighters in order to advance to the next stage. Tendrá que pasar por cuatro luchadores para avanzar a la siguiente etapa. La barra de energía del oponente aumenta a medida que el jugador avanza a través de ellas. La pelea final es presumiblemente con Johnny Lawrence de la película.

### Nivel 2
Daniel luego comienza el segundo nivel que se establece en Okinawa (el escenario principal para The Karate Kid Part II). Allí, debe enviar matones al azar que mueren de un solo golpe mientras progresa a Chozen al final de la etapa. Por cada pocos enemigos enviados, Daniel puede recolectar grandes símbolos "C" y "D" que le permiten usar Crane Kicks y Drum Punches, respectivamente. También reponen una pequeña cantidad del medidor de energía de Daniel. También hay algunas entradas obvias y no tan obvias donde Daniel puede ganar golpes de tambor y patadas de grúa rompiendo bloques de hielo, atrapando moscas con palillos o esquivando un martillo giratorio.

### Nivel 3
En la tercera etapa del juego, Daniel se encuentra en una etapa casi idéntica a la segunda (con algunos saltos difíciles) durante un tifón. El tifón hace que un fuerte viento interfiera con los saltos del jugador y varios objetos (palos, pájaros) vuelan por el aire y amenazan la energía del jugador. Sin embargo, pueden ser golpeados por puntos extra. El jefe es Chozen, nuevamente y esta vez, hay una chica en un poste que Daniel debe salvar. No es necesario vencer a Chozen, solo rescatar a la niña.

### Nivel 4
La etapa final es el festival después del tifón. Daniel usa un nuevo atuendo para esta etapa y los enemigos aleatorios ahora son más duros y requieren dos golpes para ser derribados. También hay enemigos con lanzas que reciben aún más golpes para derrotar. El jefe final, una vez más Chozen, tiene un nuevo giro. Ahora tiene a Kumiko en el suelo junto a él y si Daniel no entra en contacto con ella ocasionalmente, ella se deslizará de la plataforma y se ahogará. Esto resultará en una vida perdida. Si Daniel puede derrotar con éxito al jefe sin que Kumiko se ahogue, el jugador tendrá un breve final. Aparece una imagen grande de la cabeza del Sr. Miyagi y está animada para que parezca que está hablando y diciendo "Has guiado con éxito a Daniel- san a través de todos los desafíos y me he convertido en un maestro de artes marciales ". Al decir esto, Miyagi le guiña un ojo al jugador. 